# 勃艮第王國

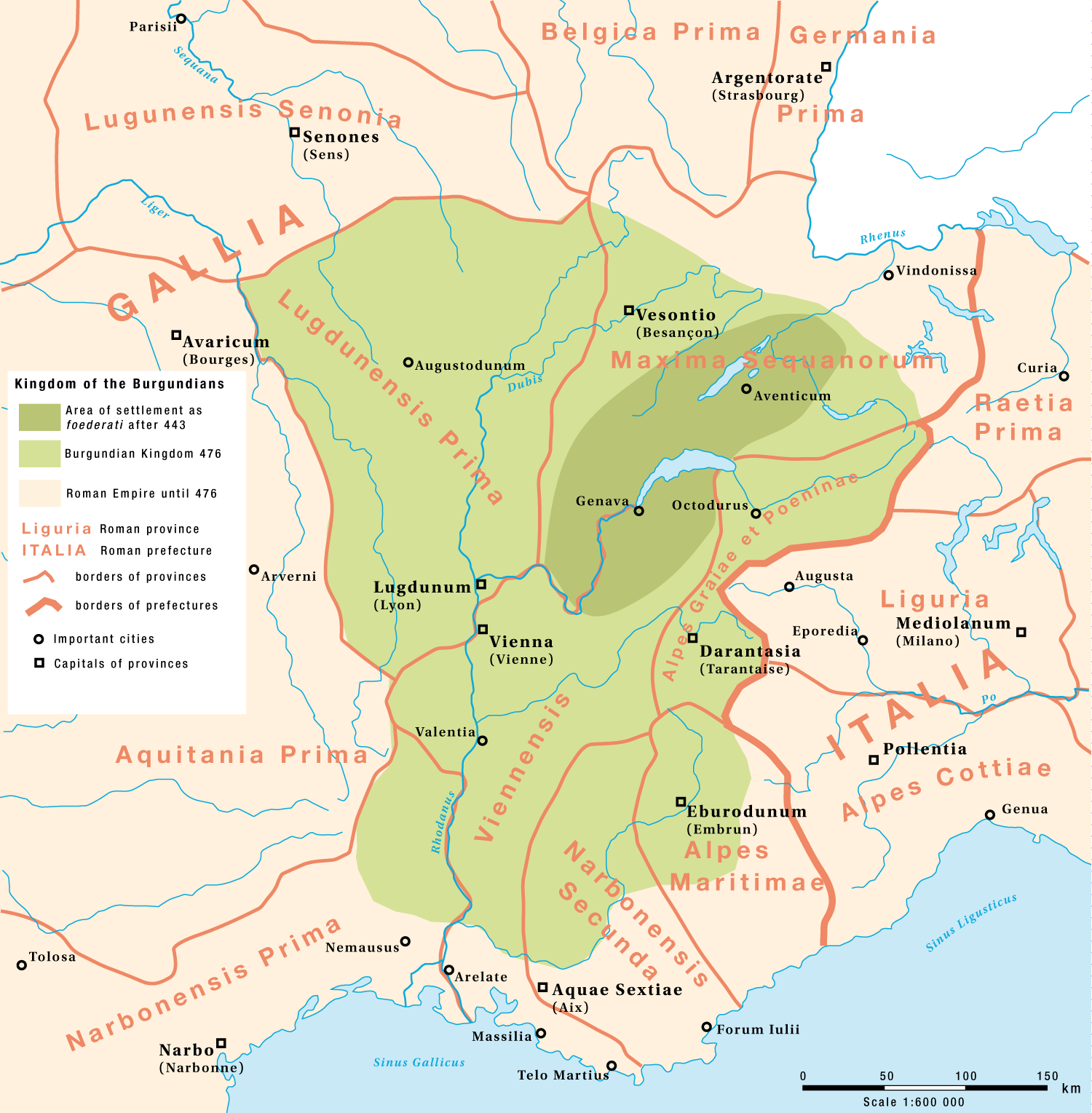
443年後定居於薩伏依的勃艮第人王國

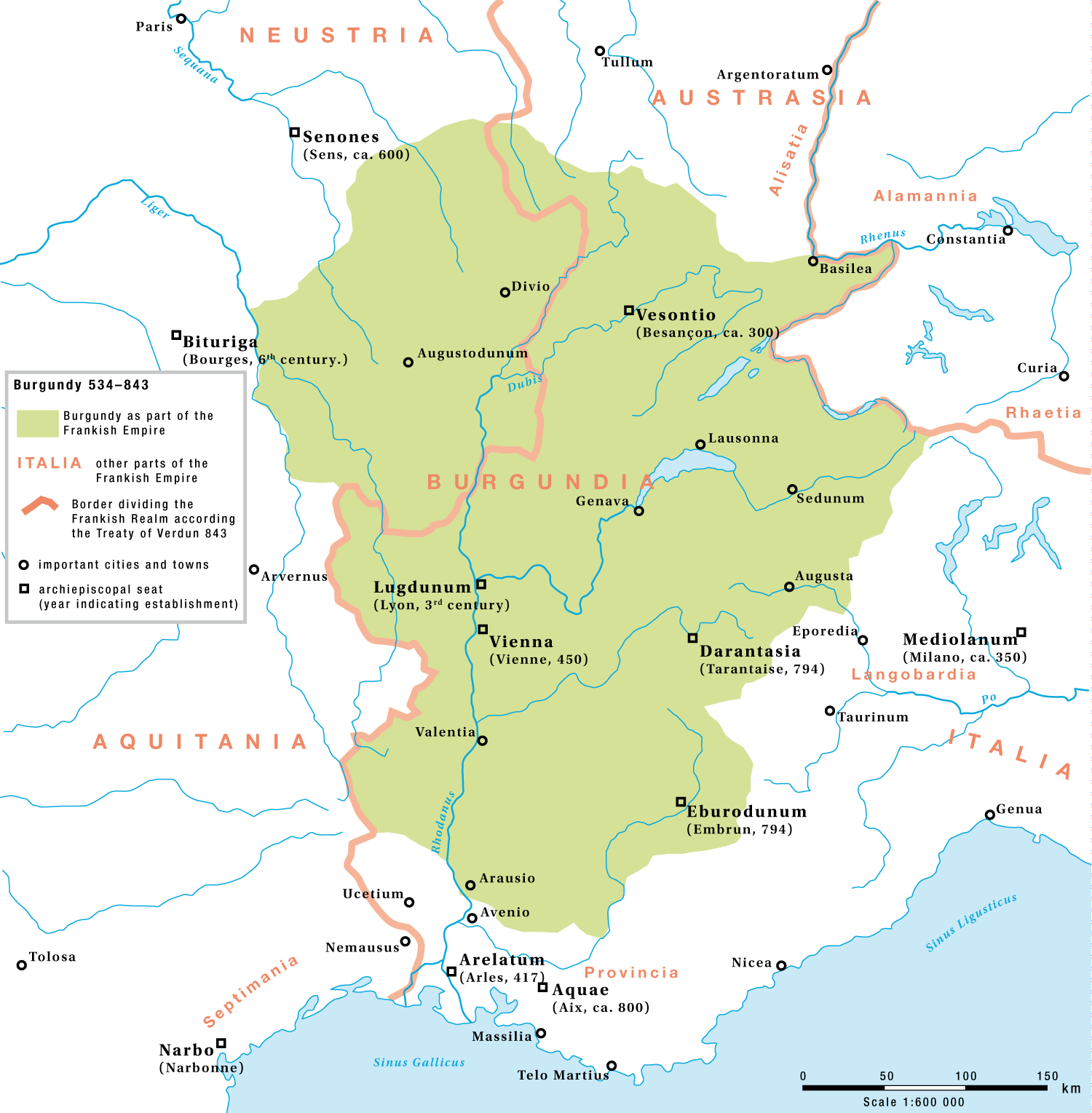
534至843年附屬於法蘭克王國的勃艮第

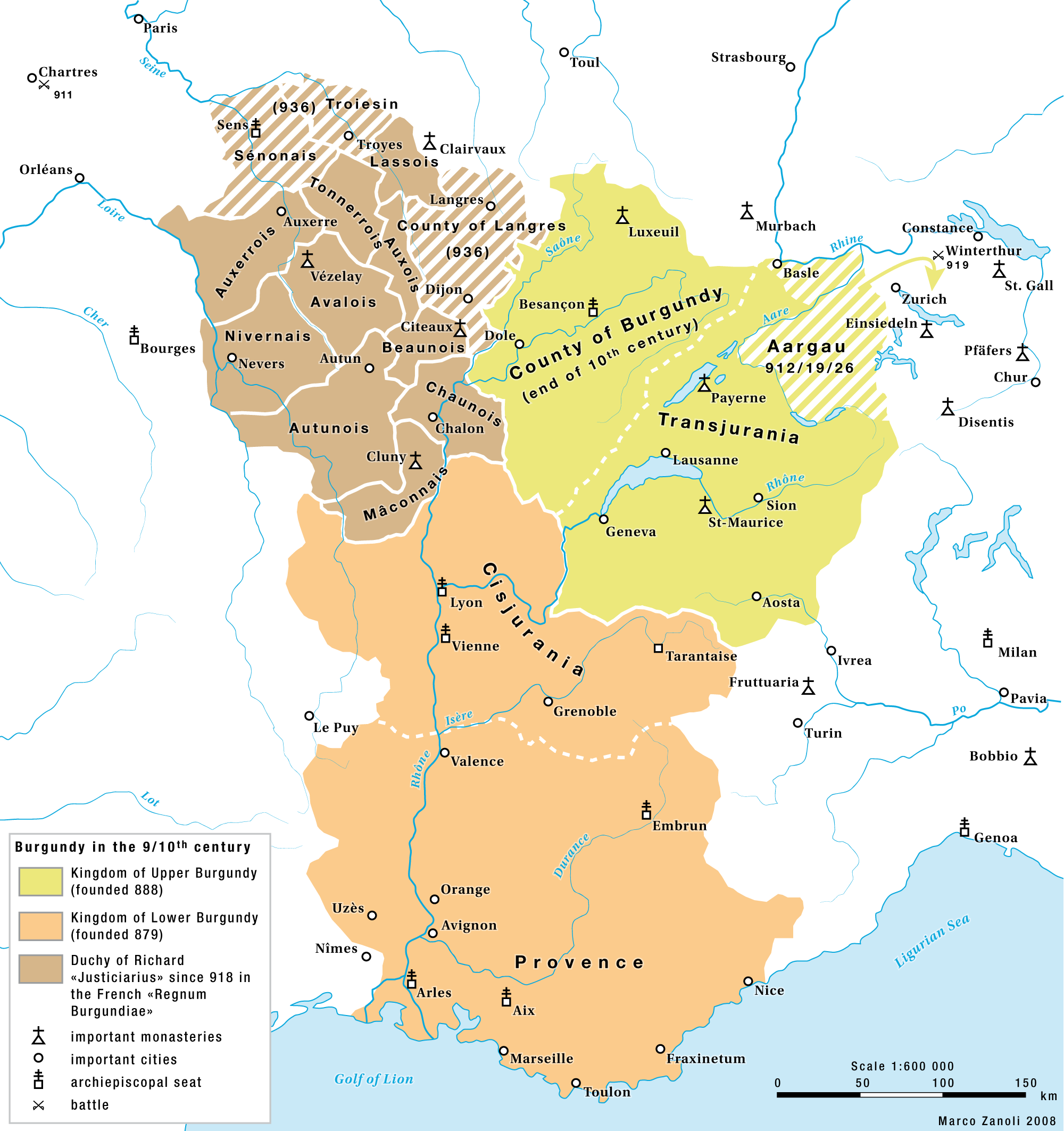
879至933年間的上下勃艮第王國

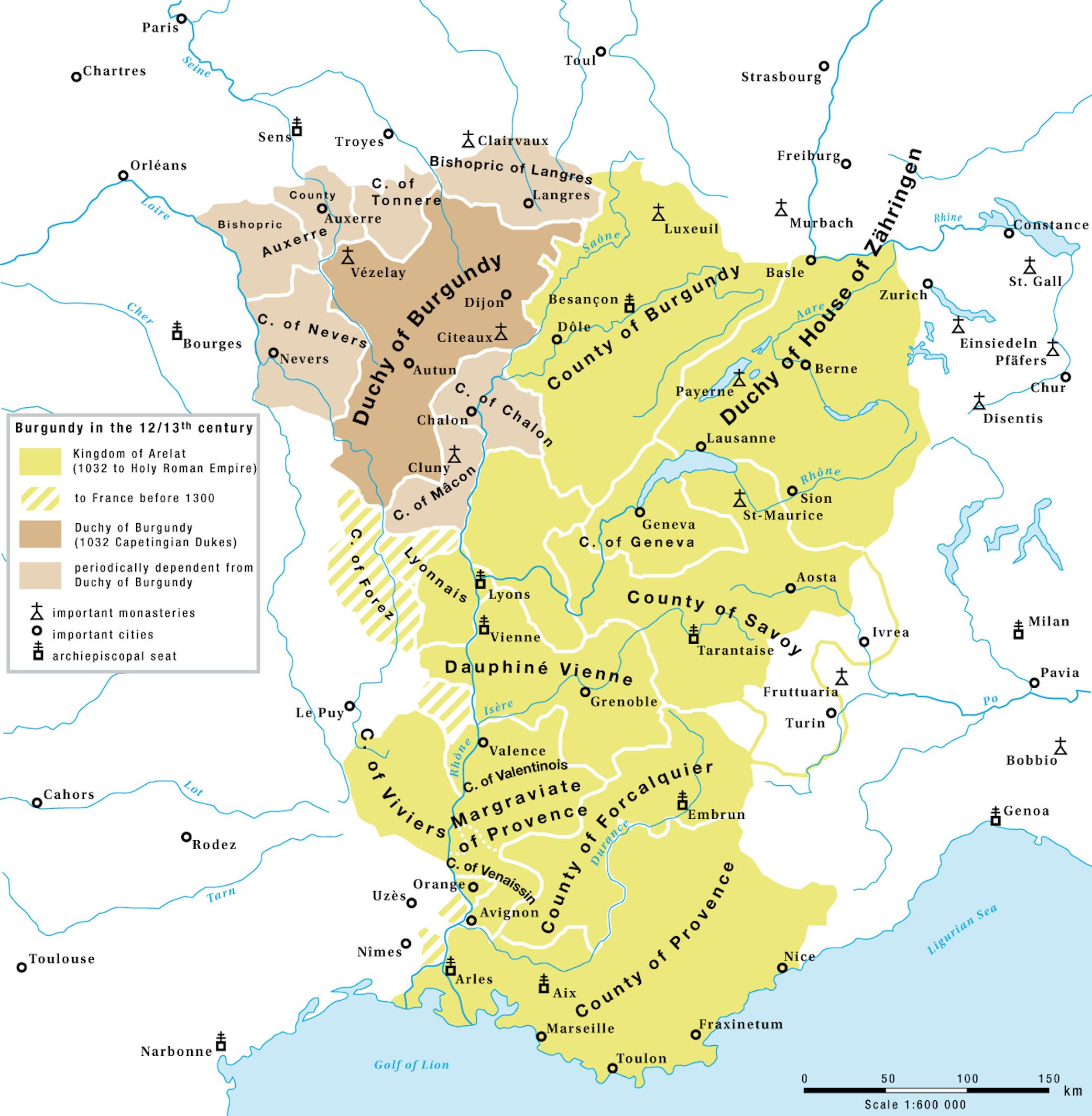
1033年後的阿爾勒王國

勃艮第王国是中世纪时代位于西欧的一些已不存在的王国的称呼。历史上的勃艮第位于法国、意大利和瑞士边境地区，包含今日主要现代城市日内瓦和里昂。
作为一个政治实体，勃艮第曾以一系列不同边界的方式存在，可以分为上勃艮第、下勃艮第和普罗旺斯。前两个中，第一个存在于6世纪左右，第二个存在于11世纪左右，都被称作勃艮第王国。最后一个以普罗旺斯王国、勃艮第公国和勃艮第伯国的形式存在。